# Chambray-lès-Tours
Chambray-lès-Tours je južno predmestje Toursa in občina v osrednjem francoskem departmaju Indre-et-Loire regije Center. Leta 2009 je naselje imelo 10.781 prebivalcev.

## Geografija
Kraj leži v pokrajini Touraine 9 km južno od središča Toursa.

## Uprava
Chambray-lès-Tours je sedež istoimenskega kantona, v katerega so poleg njegove vključene še občine Cormery, Esvres-sur-Indre, Saint-Branchs in Truyes z 21.150 prebivalci.
Kanton Chambray-lès-Tours je sestavni del okožja Tours.

## Zanimivosti
- cerkev sv. Simforijana;

## Osebnosti
- Mikaël Silvestre, nogometaš, po poreklu z otoka Guadeloupe, francoski reprezentant v letih 2001-2006;

## Pobratena mesta
- Bad Camberg (Hessen, Nemčija),
- Võru (Estonija).